# Hartauniederung zwischen Lüdelsen und Ahlum
Die Hartauniederung zwischen Lüdelsen und Ahlum ist ein FFH-Gebiet in den Gemeinden Jübar und Rohrberg im Altmarkkreis Salzwedel in Sachsen-Anhalt.

## Allgemeines
Das FFH-Gebiet ist circa 52 Hektar groß. Es umfasst das Flächennaturdenkmal „Flachmoor bei Ahlum“. Das Gebiet ist durch die Landesverordnung zur Unterschutzstellung der Natura 2000-Gebiete im Land Sachsen-Anhalt (N2000-LVO LSA) seit dem 21. Dezember 2018 rechtlich gesichert. Zuständige untere Naturschutzbehörde ist der Altmarkkreis Salzwedel.

## Beschreibung
Das FFH-Gebiet liegt südwestlich von Salzwedel. Es umfasst einen Abschnitt der in einem ausgeprägten Tal liegenden Niederung der Hartau zwischen Lüdelsen im Westen und Ahlum im Osten. Niederung und Talhänge sind größtenteils bewaldet. Hier stocken Erlen-Eschenbruchwälder sowie auf trockeneren Standorten auch Eichen-Hainbuchenwälder und Buchenwälder. In der Krautschicht der Bruchwälder siedeln Hainsternmiere, Sumpfziest, Gewöhnlicher Gilbweiderich, Sumpfsegge, Rasenschmiele, Echte Nelkenwurz, Kriechender Hahnenfuß und Kriechender Günsel. Die Krautschicht der Eichen-Hainbuchenwälder werden von Hainrispengras, Waldflattergras, Großer Sternmiere, Goldnessel, Waldziest, Waldsegge und Walderdbeere gebildet. In den Buchenwäldern siedeln Drahtschmiele, Zweiblättriges Schattenblümchen, Behaarte Hainsimse, Siebenstern und Waldgeißblatt. Durch die bachbegleitenden Bruchwälder ist die Hartau größtenteils beschattet, so dass nur wenig Wasservegetation ausgebildet ist.
Stellenweise sind Seggenriede ausgebildet. Kleinflächig siedeln bachbegleitende feuchte Hochstaudenfluren mit Echtem Mädesüß, Sumpfstorchschnabel und Zottigem Weidenröschen. Weiterhin kommen Schmalblättriger Merk und Sumpfwasserstern vor. Im Osten des FFH-Gebietes befindet sich eine vermoorte Fläche mit artenreicher Vegetation, die dem Moortyp Hangquell- und Durchströmungsmoor zugeordnet werden kann. Hier siedelt unter anderem ein individuenreiches Vorkommen des Breitblättrigen Knabenkrautes.
Das FFH-Gebiet ist Lebensraum und Wanderkorridor des Fischotters. Weiterhin ist es Nahrungshabitat verschiedener Fledermausarten. Das Gebiet beherbergt Vorkommen von Moorfrosch und Kammmolch. In der Hartau leben unter anderem Steinbeißer, Bachneunauge und Bitterling.
Das Gebiet grenzt im Osten größtenteils an landwirtschaftliche Nutzflächen. Im Westen ist es größtenteils von Wäldern des Beetzendorfschen Forstes umgeben.